# Keyonta Marshall
Keyonta D. Marshall (Saginaw, Míchigan 13 de agosto de 1981-22 de marzo de 2019) fue un liniero defensivo del fútbol americano que jugó en la National Football League. Los Philadelphia Eagles lo sacaron de la Universidad Estatal de Grand Valley.

## Biografía
Marshall apareció en un juego para los Eagles en 2005, pero el equipo lo eliminó antes del inicio de la temporada 2006. El 8 de noviembre de 2006, los New York Jets firmaron a Marshall con su escuadrón de práctica.